# Hemoerytryna

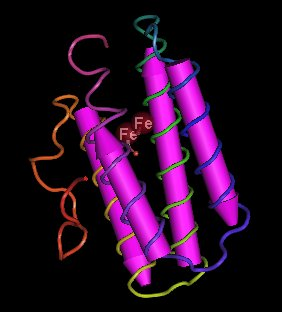
Struktura pojedynczego peptydu tworzącego hemoerytrynę

Hemoerytryna – barwnik oddechowy niektórych organizmów morskich (wieloszczetów, ramienionogów, sikwiaków, pierścienic i niezmogowców); w 2008 r. odkryta została również u bakterii Methylococcus capsulatus. Właściwości fizykochemiczne hemoerytryny zostały ustalone w latach 50. i 60. XX w.
Hemoerytryny, obok hemoglobin i hemocyjanin, stanowią trzecią główną grupę białek przenoszących tlen, jednak w przeciwieństwie do dwóch pierwszych, pomimo swojej nazwy nie zawierają hemu
Hemoerytryny są metaloproteinami zbudowanymi zazwyczaj z 8 identycznych łańcuchów peptydowych (są zatem oktamerami), znane są jednak także formy di-, tri- i tetrameryczne. Każda jednostka peptydowa wiąże dwa atomy żelaza na drugim (bezbarwna forma deoksy) lub trzecim (czerwonofioletowa forma oksy i żółta forma met) stopniu utlenienia. Atomy te połączone są mostkiem tlenowym oraz skoordynowane są do pięciu reszt histydyny i dwóch grup karboksylowych reszt Asp i Glu. W mięśniach morskich bezkręgowców występuje w postaci monomerycznej znanej jako miohemoerytryna i pełni funkcję podobną do mioglobiny.

## Formy centrum aktywnego na różnym stopniu utlenienia

Centrum aktywne deoksyhemoerytryny i oksyhemoerytryny

| Fe2+ ⋯OH⋯Fe2+     | deoksy (zredukowana) |
| Fe3+ −O−Fe3+ −OOH | oksy (utleniona)     |
| Fe3+ −O−Fe3+ −OH  | met (utleniona)      |